# Blériot Aéronautique

Selo comemorativo com o modelo mais conhecido da Blériot Aéronautique, o Blériot XI.

A Blériot Aéronautique, foi uma empresa de manufatura do setor aeronáutico fundada por Louis Blériot. Ela também construiu algumas motocicletas entre 1921 e 1922 e ciclocarros durante a década de 20.

## Histórico

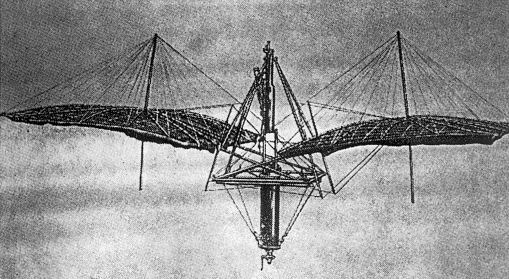
O Blériot I.

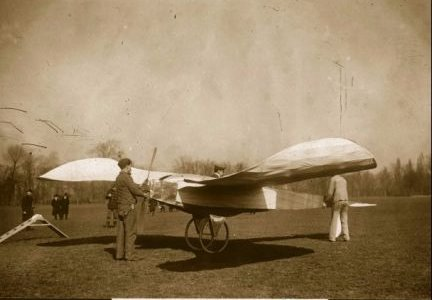
Blériot V.

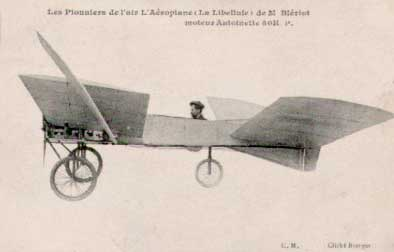
Blériot VI.

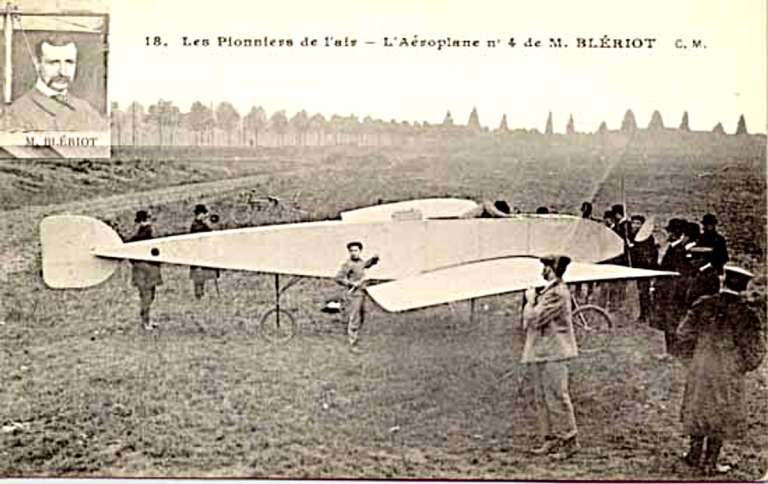
Blériot VII.

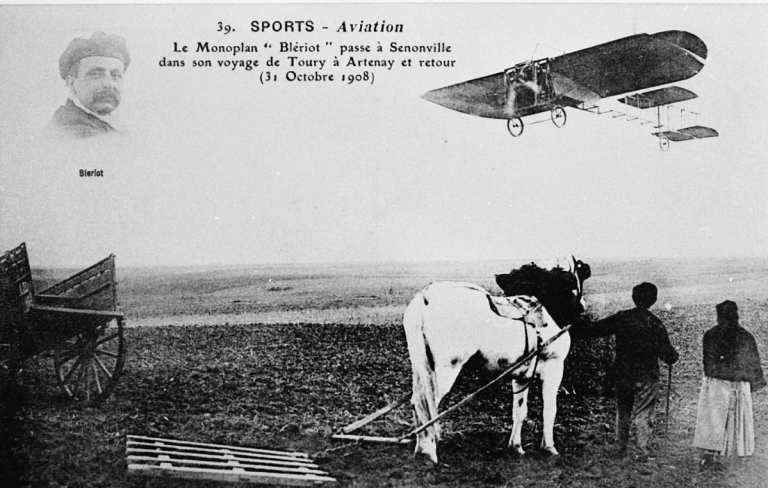
Blériot VIII.

### Sucesso comercial
Como engenheiro, o primeiro sucesso comercial de Blériot foi comercializando os faróis de automóveis que ele mesmo desenvolveu, a partir de 1897. O sucesso no negócio de faróis permitiu a Blériot investir na sua paixão pela aeronáutica, começando com um Ornitóptero (o Blériot I) e mais tarde em associação com Gabriel Voisin, investisse na área de planadores e aeronaves motorizadas entre 1905 e 1906 com o Blériot II e o Blériot III. Uma versão modificada do Blériot III, batizada de Blériot IV, foi um dos concorrentes que não obtiveram sucesso em Bagatelle em 12 de Novembro de 1906, quando Alberto Santos Dumont voou seu 14-bis por 220 metros.

### Aviação
Logo depois, a parceria com Voisan foi desfeita e Blériot criou sua própria empresa, então denominada Recherches Aéronautiques Louis Blériot. Diferente da empresa criada por Voisin, que tinha um envolvimento direto dele atuando como projetista de aviões, a fábrica de Bleriot era essencialmente um estabelecimento de pesquisa privado, empregando vários engenheiros e projetistas. Devido a essa característica é difícil estabelecer o grau de participação de Blériot no projeto dos aviões que levavam seu nome.

### Escola de pilotagem
No final de 1909 Blériot criou uma escola de pilotagem em Étampes próximo à Rouen, e no ano seguinte uma segunda em Pau. Entre 1910 e 1914 essas escolas treinaram cerca de 1.000 pilotos. Praticamente metade dos pilotos possuindo um brevê do Aero Club de France antes da Primeira Guerra Mundial foram treinados nas escolas de Blériot Em Setembro de 1910 outra escola de pilotagem foi aberta no aeroporto de Hendon próximo à Londres, e mais outra em Julho de 1914 em Brooklands, Surrey, e também uma pequena fábrica, gerenciada por Norbert Chereau que produziu cerca de 20 treinadores monoplanos.

### A Primeira Guerra
Em 1913 Blériot adquiriu os direitos sobre a companhia Deperdussin, depois que o seu fundador Armand Deperdussin, foi preso por fraude. O nome da companhia foi mudado de Société de Production des Aéroplanes Deperdussin para Société Pour L'Aviation et ses Dérivés, geralmente referenciada pelo seu acrônimo SPAD. Essa companhia obteve enorme sucesso durante a Primeira Guerra Mundial, e uma grande fábrica foi estabelecida na Inglaterra em Addlestone, Surrey em 1917.
Durante a Primeira Guerra Mundial a Blériot Aéronautique esteve concentrada na fabricação de aviões  projetados por outras empresas. Os únicos produzidos com a designação de Blériot foram uma série de protótipos de bombardeiros pesados com mais de um motor, sendo que nenhum deles entrou em serviço.

### O pós-guerra
Depois da Primeira Guerra, o mercado para aviões militares quase desapareceu, e a aviação civil estava apenas nos estágios iniciais, causando dificuldades para a indústria aeronáutica. Em 6 de Abril de 1919 Blériot, em associação com outras indústria francesas líderes no setor aeronáutico, criaram a Compagnie des Messageries Aériennes (CMA), e um protótipo de avião comercial de 28 lugares, o Tipo 75 Mammoth, baseado no bombardeiro Tipo 74, que foi exibido no Salão Aéreo de Paris em Dezembro de 1919, junto com três projetos SPAD, o S.27, o S.29 e o S.30. O Tipo 75 não foi bem sucedido, mas 10 exemplares do S.27 foram encomendados à CMA, e um projeto para 5 lugares, o S.33 foi produzido, realizando seu voo inaugural ao final de 1920. A ele se seguiu um modelo maior, o S.46.
Tentativas de diversificar os produtos foram feitas, e a mais bem sucedida foi a de motocicletas, que foram produzidas em Suresnes. Em 1919, no 15º Paris Motor Show a empresa já estava promovendo suas motocicletas, e em 1921, um pequeno e elegante ciclocarro com uma motor de dois cilindros, 750cc e controle de marchas. Os ciclocarros produzidos pela Blériot francesa as vezes são confundidos com os produzidos pela fábrica da Blériot em Addlestone, Inglaterra, mas eles tinham muito pouco em comum.
Em 1922 a empresa privada Blériot Aéronautique, passou a ser uma companhia limitada, a Blériot Aéronautique S.A.. Essa nova companhia, produziu aviões usando os nomes Blériot e SPAD, o primeiro geralmente para aviões maiores e multi motores, enquanto o segundo para aviões monomotores menores, sendo esses últimos os que obtiveram o maior sucesso.
O único avião produzido com o nome de Blériot em alguma quantidade foi o Tipo 127, inicialmente designado em 1925 como caça de escolta Tipo 117, e mais tarde adaptado para a função de bombardeiro. Quarenta e dois exemplares foram adquiridos pela Força Aérea Francesa.

### Fim da existência
O último avião produzido com o nome de Blériot foi um grande hidroavião projetado como resposta a um requerimento do Ministro do Ar francês para um avião específicamente voltado ao serviço de correio transatlântico entre Dakar e Natal no Brasil. O avião resultante, o Blériot 5190 voou pela primeira vez em Agosto de 1933, e esse protótipo batizado como Santos-Dumont obteve grande sucesso, e variantes para transporte de passageiros foram planejadas. Em Maio de 1935, depois de completar sua décima segunda travessia do Atlântico, o governo francês encomendou mais três exemplares, mas cancelou o pedido seis semanas depois.
Em Outubro de 1936, o governo francês nacionalizou todas as fábricas envolvidas na produção de aviões militares, incluindo a Blériot Aéronautique.

## Modelos

### Antes da Primeira Guerra

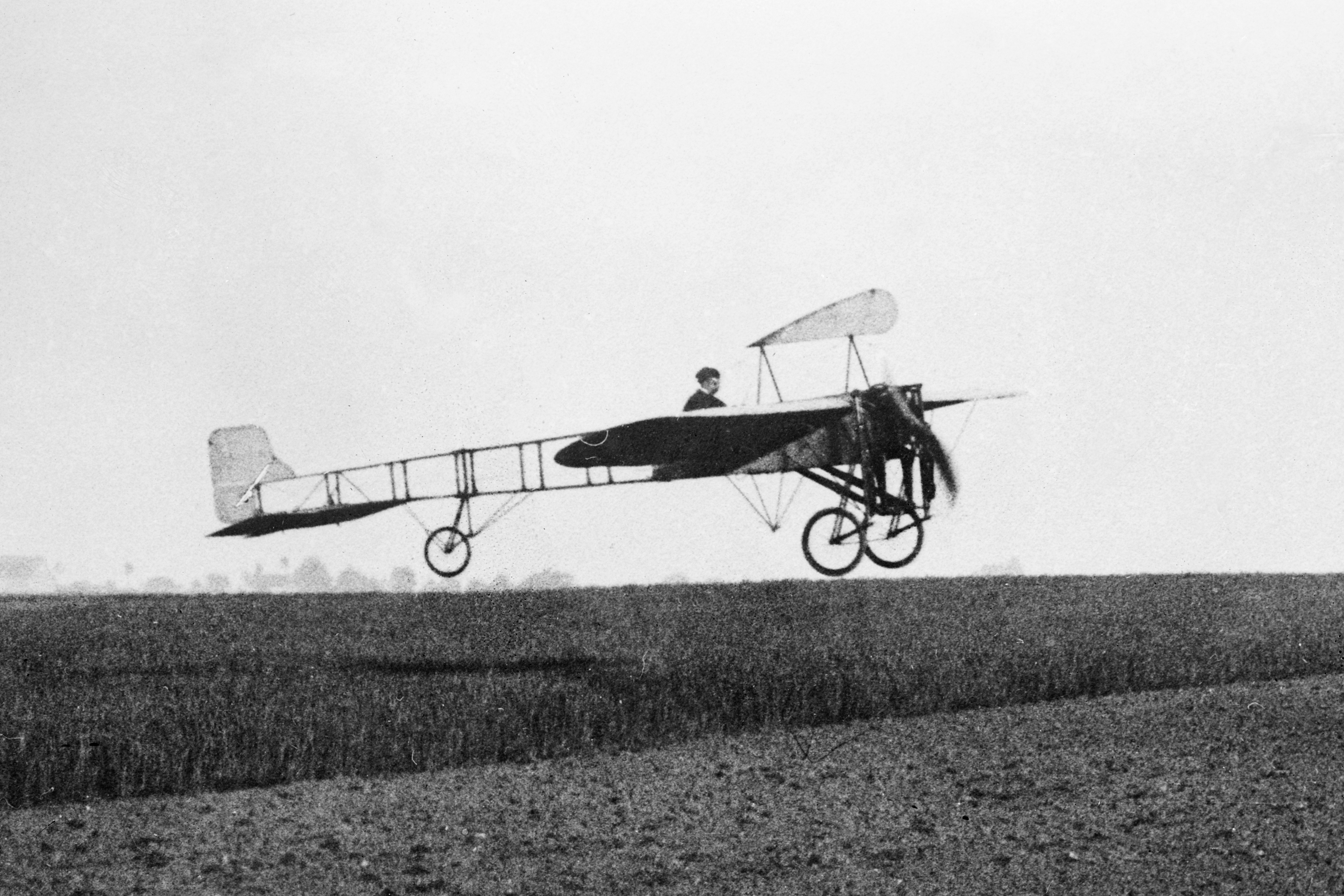
Blériot XI, primeira versão.

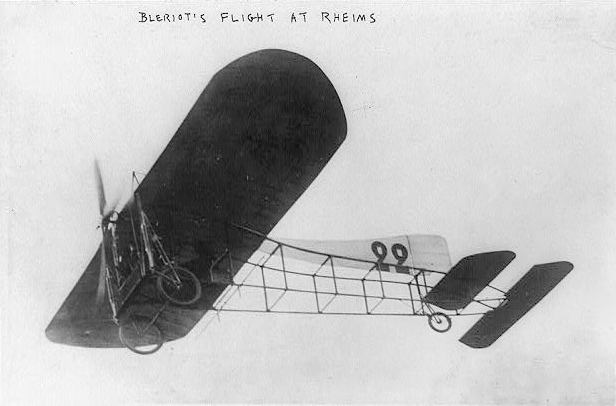
O Blériot XII.

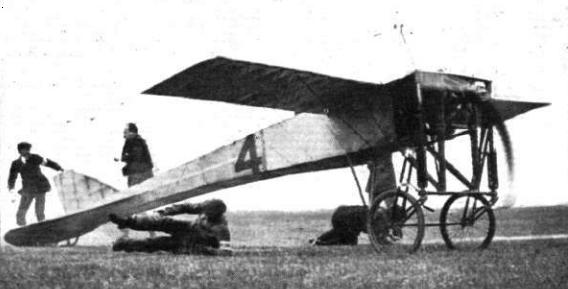
O Blériot XXIII.

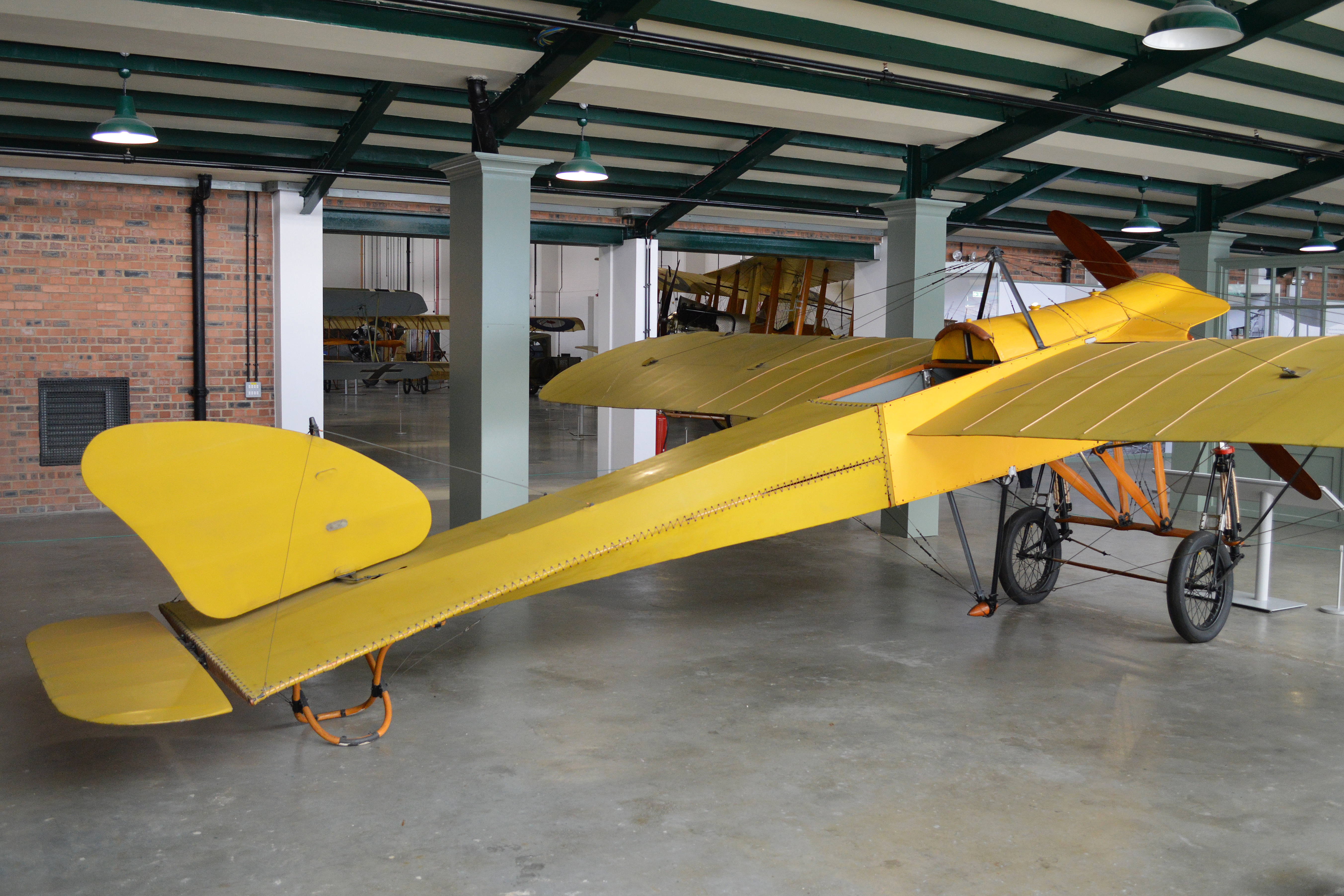
O Blériot XXVII.

- Blériot I      (1901) Ornitóptero não tripulado.
- Blériot II     (1905) Hidroavião biplano construído para Blériot por Gabriel Voisin. Caiu no primeiro voo e foi abandonado.
- Blériot III    (1906) Biplano com dois conjuntos de asas impulsionado por um motor Antoinette de 24 hp. Esse projeto foi mal sucedido.
- Blériot IV     (1906) Modificação do Tipo III, impulsionado por dois motores Antoinette. Mal sucedido.
- Blériot V      (1907) Monoplano, monoplace, monomotor em configuração de asas canard.
- Blériot VI     (1907) Monoplace, monomotor em configuração de asas em tandem.
- Blériot VII    (1907)
- Blériot VIII   (1908)
- Blériot IX     (1908) Monoplano em configuração por tração. Não chegou a voar. Preservado na coleção do Musée de l'Air et de l'Espace em Paris.
- Blériot X      (1908) Biplano em configuração canard, não chegou a voar.
- Blériot XI     (1909) Monoplano, monoplace, monomotor em configuração por tração. Esse foi o modelo no qual o primeiro voo cruzando o Canal da Mancha foi efetuado.
- Blériot XII    (1909) Monoplace, monomotor, monoplano de asa alta.
- Blériot XIII   (1910) Biplano de cinco lugares em configuração por impulsão.
- Blériot XIV    (1910) Monoplano biplace.
- Blériot XX     (1910) Monoplano, monoplace com um longo e elegante plano traseiro triangular.
- Blériot XXI    (1911) Biplace, monoplano de uso militar com um longo plano traseiro triangular. Exibido no Salão Aéreo de Paris de 1911. Um exemplar voou na Competição Militar Brtânica de Aeroplanos de 1912.
- Blériot XXIII  (1911) Monoplano de corrida com asas curtas impulsionado por um motor Gnome de 100 hp. Foi pilotado por Alfred Leblanc no Gordon Bennett Aviation Trophy de 1911, ficando em segundo lugar.[9]
- Blériot XXIV   (1911) A "limosine Bleriot", similar ao Tipo XIII mas com uma cabine de passageiros. Exibido no Salão Aéreo de Paris de 1911.
- Blériot XXV    (1911) Monoplano, monoplace em configuração por impulsão e asas canard.[10]
- Blériot XXVI   (1911) Triplano, monoplace em configuração por impulsão e asas canard. Apenas um foi construído, provavelmente não voou.
- Blériot XXVII  (1911) Monoplace, monoplano de corrida impulsionado por um motor Gnome de 50 hp. Apenas um foi construído, e exibido no Salão Aéreo de Paris de 1911. Preservado e em exibição no RAF Museum.[11]
- Blériot XXVIII (1911) O "Bleriot Populaire", uma versão do Tipo XI com uma cobertura de motor diferente, impulsionado por um motor Anzani de 35 hp. Exibido no Salão Aéreo de Paris de 1911.
- Blériot XXIX   (1912) Biplace, monoplano militar de observação em configuração por impulsão. Não chegou a ser construído.
- Blériot XXIX   (1912) Monoplano esportivo, não chegou a ser construído.
- Blériot XXXIII (1912) Biplace, monoplano de asas canard impulsionado por um motor Gnome de 70 hp.[12]
- Blériot XXXVI  (1912) Biplace, monoplano militar, exibido no Salão Aéreo de Paris de 1912. A fuselagem tinha seções circulares com uma cobertura de motor mais aerodinâmica, leme bipartido acima e abaixo da fuselagem, e um trem de pouso constituído de um par de rodas montadas em uma estrutura de eixos cruzados montados em uma estrutura em "V" complementado na parte traseira por um esqui central.
- Blériot XXXVII (1913) Desenvolvimento do Tipo XXV. Em 25 de Novembro de 1913 ele caiu em Buc, matando o piloto Edmond Perreyon.[13]

### Durante a Primeira Guerra
- Blériot 67 Bombardeiro quadrimotor, um único protótipo.
- Blériot 73 Bombardeiro quadrimotor, um único protótipo.
- Blériot 74 Bombardeiro quadrimotor, um único protótipo.

### Depois da Primeira Guerra
- Blériot 75   (1919) Quadrimotor comercial, desenvolvido a partir do Tipo 74[14]
- Blériot 115  (1923) Quadrimotor comercial.
- Bleriot 118  (1925) Hidroavião bimotor de caça.
- Blériot 106  (1924) Monomotor, monoplano cabinado.
- Blériot 135  (1924) Desenvolvimento do Tipo 115.
- Blériot 155  (1925) Quadrimotor comercial.
- Blériot 165  (1926) Quadrimotor comercial.
- Blériot 127  (1929) Bombardeiro bimotor.
- Blériot 195  (1929) Hidroavião quadrimotor.
- Blériot 110  (1930) O "Bleriot Zappata", monoplace, monomotor, monoplano de asa alta para longas distâncias.
- Blériot 111  (1929) Avião de transporte para quatro passageiros.
- Blériot 125  (1931) Bimotor comercial carregando passageiros em fuselagens gêmeas.
- Bleriot 290  (1931) Hidroavião monomotor leve.
- Blériot 5190 (1933) Hidroavião quadrimotor (três puxando e um empurrando) com asa parasol, planejado como avião de correio inter atlântico.

- O Blériot 155.
- O Blériot 127.
- O Blériot 110.
- O Blériot 5190.

## Blériot-SPAD
- Blériot-SPAD S.20
- Blériot-SPAD S.27
- Blériot-SPAD S.29
- Blériot-SPAD S.30
- Blériot-SPAD S.33
- Blériot-SPAD S.34
- Blériot-SPAD S.46
- Blériot-SPAD S.51
- Blériot-SPAD S.56
- Blériot-SPAD S.61
- Blériot-SPAD S.66

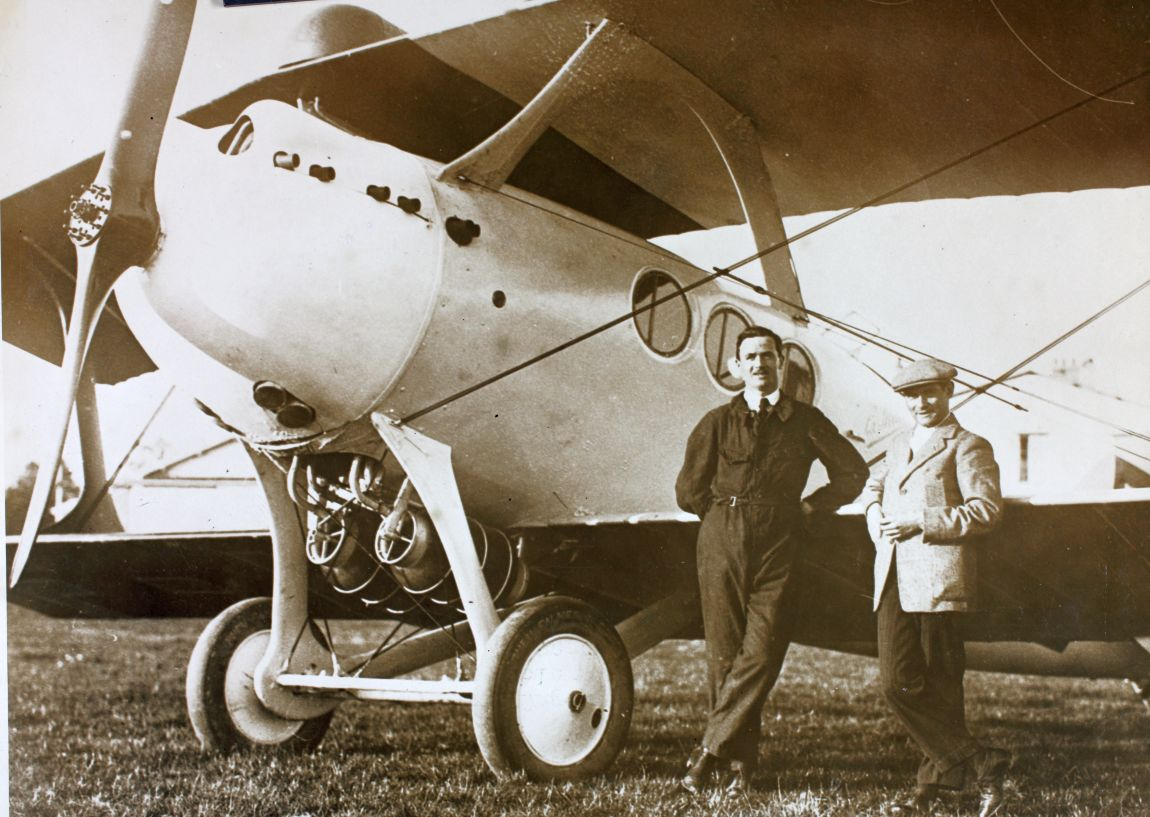
O Blériot-SPAD S.46.

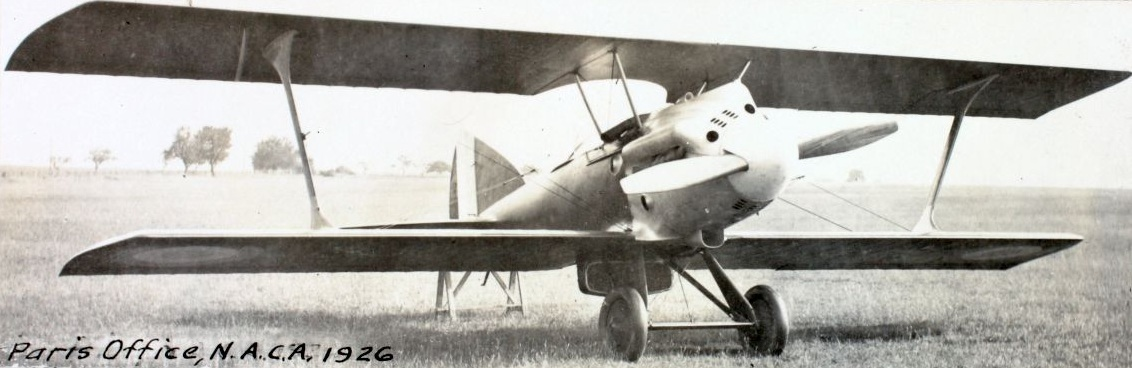
O Blériot-SPAD S.61.

- Blériot-SPAD S.81 Caça biplano monoplace (1923).
- Blériot-SPAD S.510 Caça biplano monoplace (1933).